# Kroksjön (Södra Finnskoga socken, Värmland)
Kroksjön är en sjö i Torsby kommun i Värmland och ingår i Göta älvs huvudavrinningsområde. Sjön är 10,3 meter djup, har en yta på 0,489 kvadratkilometer och är belägen 383,9 meter över havet. Vid provfiske har abborre och gädda fångats i sjön.

## Delavrinningsområde
Kroksjön ingår i det delavrinningsområde (670833-133721) som SMHI kallar för Inloppet i Mangen. Medelhöjden är 358 meter över havet och ytan är 56,02 kvadratkilometer. Räknas de 3 avrinningsområdena uppströms in blir den ackumulerade arean 144,57 kvadratkilometer. Mangslidälven som avvattnar avrinningsområdet har biflödesordning 3, vilket innebär att vattnet flödar genom totalt 3 vattendrag innan det når havet efter 399 kilometer. Avrinningsområdet består mestadels av skog (86 procent). Avrinningsområdet har 0,49 kvadratkilometer vattenytor vilket ger det en sjöprocent på 0,9 procent.